# Rudolf von Sebottendorf
Rudolf Freiherr von Sebottendorff o Baró von Sebottendorff, era l'àlies d'Adam Alfred Rudolf Glauer (Hoyerswerda, Lusàcia, 9 de novembre de 1875 – Istanbul 8 de maig de 1945 o 1950), i que també va utilitzar ocasionalment un altre àlies, com Erwin Torre. Fou una figura important en les activitats de la Societat Thule, una organització política alemanya posterior a la Primera Guerra Mundial que fos precursora del Partit Nacional Socialista dels Treballadors Alemanys o NSDAP. Fou maçó i un facultador de la meditació sufi o sufisme, d'astrologia, de numerologia, i d'alquímia.

## Primers anys
Era el fill d'un ferroviari de Silèsia. Potser va treballar com a enginyer a Egipte el 1897-1900, i el 1901 viatjà a Turquia, on va rebre influència del sufisme. El 1905 s'establí a Dresden i es casà amb Klara Voss, de la que es divorcià dos anys després. El 1911 va rebre la ciutadania turca honorària i fou adoptat pel baró expatriat Heinrich von Sebottendorff, del qual n'adoptà el títol, tot i que l'autenticitat de l'adopció fou qüestionada. Va lluitar amb l'exèrcit turc en la Primera Guerra Balcànica i el 1913 tornà a Alemanya. Es va lliurar de lluitar en la Primera Guerra Mundial per la seva ciutadania turca i perquè era ferit de guerra.

## Interès per l'ocultisme
Ja de ben jove es va interessar per la teosofia i la francmaçoneria. Es creu que havia estat iniciat en una logia irregular del Ritu de Memfis del Gran Orient de França el 1901.
A Turquia, es va interessar en la numerologia, en la càbala i el sufisme, especialment el de l'atípi orde bektaixi. Potser s'havia aconvertir a l'islamisme encara que no hi ha proves clares en aquest punt. Potser sabia que moltes de les ordes Bektashi eren dirigides pels grups Donmeh que eren deixebles secrets de Sabatai Seví. Cap al 1912 es va convèncer d'haver descobert "la clau de la realització espiritual", descrita posteriorment com a "un grup d'exercisis de meditació numerològica amb poca semblança ni amb sufisme ni amb maçoneria" (Sedgwick 2004: 66).

## La Societat Thule
El 1916 Sebottendorff només tenia un seguidor. En aquell any, però, es posà en contacte amb la Germanenorden, i en fou nomenat Ordensmeister (llíder de grup local) per a la divisió de Baviera de la cismàtica Germanenorden Walvater del Sant Grial. S'establí a Múnic i creà la Societat Thule, la qual assolí una certa influència política, i el 1918 fundà un partit polític (Partit dels Treballadors Alemanys o DPA). El 1919 Adolf Hitler es va unir al partit, i el va transformar en Partit Nacional Socialista dels Treballadors Alemanys o Partit Nazi.
Cap aleshores, però, Sebottendorff havia deixat la Societat Thule i Baviera, i fou acusat de negligència en fer públics els noms de molts membres clau de la Societat que van caure en mans de l'efímera República Soviètica de Baviera, cosa que provocà l'execució de set dels membres després de l'atac al govern de Múnic l'abril de 1919, acusació que no va negar mai. Sebottendorff marxà d'Alemanya a Suïssa i d'allí a Turquia.

## Darrers anys
Després de marxar d'Alemanya, va escriure alguns llibres de caràcter autobiogràfic sobre les seves experiències místiques, i el 1933 tornà a Alemanya. on publicà Bevor Hitler kam: Urkundlich aus der Frühzeit der Nationalsozialistischen Bewegung (Abans de l'arribada de Hitler: Documents sobre els primers dies del moviment Nacional Socialista), però immediatament fou prohibit per ordres de Hitler i ell mateix arrestat. Tanmateix, va poder escapar gràcies a algunes antigues amistats i el 1934 tornà a Turquia. Allí va treballar per a la Intel·ligència Alemanya a Istanbul del 1942 al 1945, on sembla que també actuà com a agent doble britànic. El seu cap Herbert Rittlinger el considerava un agent inútil (eine Null), però el va mantenir pel seu nazisme entusiasta.
Sempre s'ha dit que va morir suïcidant-se en llençar-se al Bòsfor quan se n'assabentà de la derrota definitiva del Tercer Reich el 8 de maig de 1945. Altres afirmen que és un rumor fals que va difondre el govern turc, ja que també va treballar per a ells i el traslladaren a Egipte, on potser va morir el 1950.

## Obres
- Die Praxis der alten türkischen Freimauerei: Der Schlüssel zum Verständnis der Alchimie. (La pràctica de l'antiga francmaçoneria turca: la clau per a entendre l'alquímia, 1924)
- Der Talisman des Rosenkreuzers (El talismà dels Rosacreus, 1925)
- Bevor Hitler kam: Urkundlich aus der Frühzeit der Nationalsozialistischen Bewegung (Abans de l'arribada de Hitler: Documents sobre els primers dies del moviment Nacional Socialista, 1933)